# José Fernández Guerrero

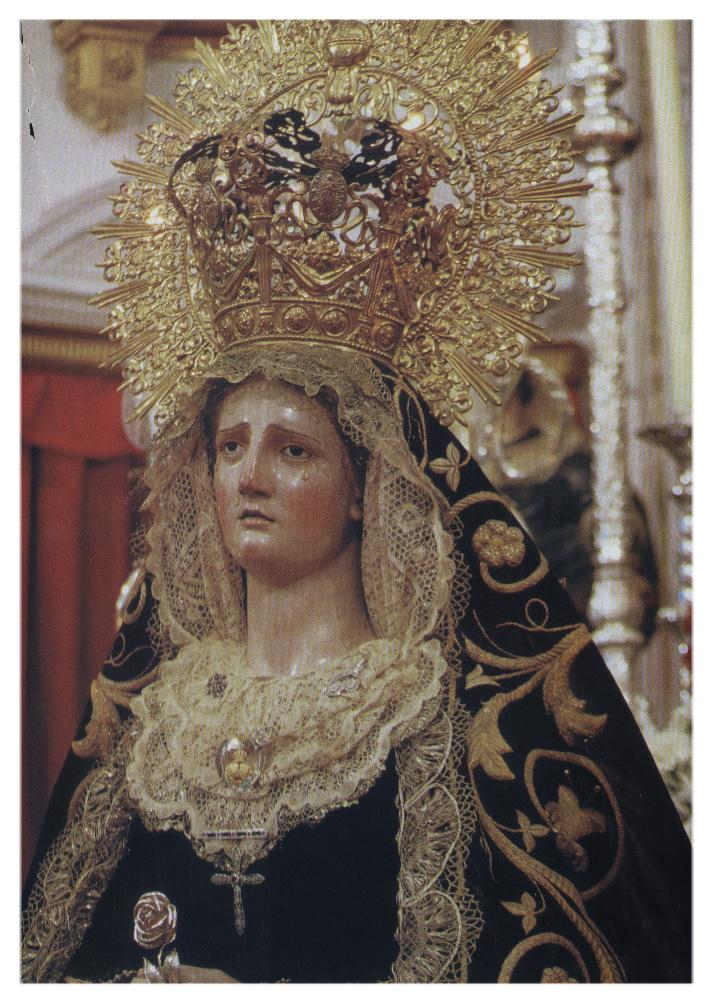
María Santísima de las Angustias, Titular de la Real y Venerable Archicofradía de penitencia de Nuestro Padre Jesús del Ecce-Homo,María Santísima de las Angustias y San Juan Evangelista de Cádiz.

José Fernández Guerrero (Ubrique, Cádiz, 12 de marzo de 1748 - Cádiz, 1826) fue un escultor, platero e imaginero español del siglo XVIII.  

## Biografía
Sus primeros conocimientos artísticos los recibió del maestro retablista Gonzalo Fernández de Pomar (1711-1794), nacido también en Ubrique y hermano menor de su abuelo. Es en la Real Academia de Bellas Artes de San Fernando, Madrid, donde adquiere su formación académica, obteniendo años más tarde (1778) el título de académico supernumerario. 
Desarrolla fundamentalmente su carrera en Cádiz, donde combina el ejercicio de su oficio con la enseñanza, primero como director de una escuela de dibujo privada que creó el maestro mayor de la ciudad, don Torcuato Cayón, y después, a iniciativa del gobernador, el conde Alejandro O'Reilly, como Teniente Director de la Academia de Nobles Artes. En Cádiz coincide con antiguos compañeros de estudios en Madrid, como Manuel Tolsá, a quien hospedó en su casa cuando esperaba el embarque para México; Cosme Velázquez Merino (1755-1837), que llegó a ser director de la Academia gaditana, y José (Sócrates) Rodríguez Díaz (1746-1817), maestro escultor del Arsenal de La Carraca.
De su obra artística se tienen relativas referencias, fundamentalmente porque no las firmaba o, en su lugar, si lo hacía, sustituía su apellido materno por el de algún familiar. Es muy probable que sea el autor de la imagen de la Virgen de la Soledad, de la hermandad de su mismo nombre, de Jerez de la Frontera, entregada en 1803, y que habría firmado como José Fernández Pomar, no solo por gratitud al hermano de su abuelo Pedro, sino tal vez porque se habría inspirado en uno de los dibujos que le dejó aquel y con quien trabajó en Cádiz.
Realizó la imagen de la Virgen de los Dolores, que se venera en la iglesia parroquial de Santa María la Blanca de la localidad sevillana de Fuentes de Andalucía, en 1806, encargada por la congregación de terciarios servitas de la población según consejo de Juan Agustín Ceán Bermúdez. Fueron Fernando Quiles y Francisco Ollero quienes documentaron este encargo.
Diversos autores le atribuyen también la realización de la Virgen de las Angustias, titular de la Archicofradía gaditana del Ecce-Homo, aunque no existe documentación que lo demuestre. También apoya esta teoría, la coincidencia en el tiempo de la reforma de la Iglesia antes mencionada, donde la Archicofradía tendrá en usufructo tres altares, todos de estilo neoclásico, el mayor proyectado por Tolsá mientras estuvo en Cádiz camino de México, uno de los cuales ocupará por “perpetua donación irrevocable” hasta la actualidad, esta advocación. La imagen fue restaurada por Pilar Morillo Pérez y Álvaro Domínguez Bernal en 2022.

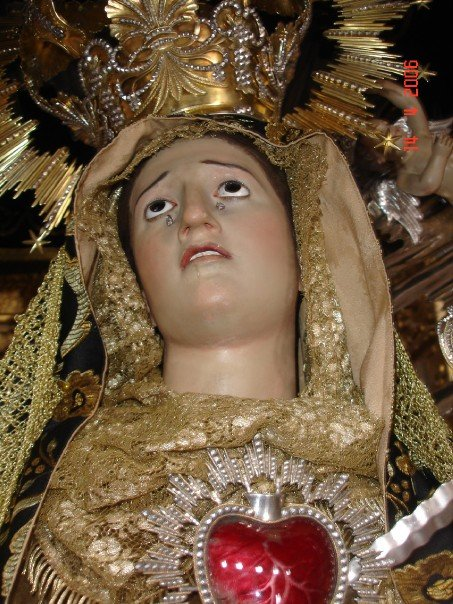
Santísima Virgen Dolorosa de la Soledad, Procesión Viernes Santo. Semana Santa en Popayán, Colombia.

Esta dolorosa, al igual que la de Jerez o la de Fuente de Andalucía, es de candelero y tiene las manos entrelazadas, en señal de recogimiento. Solo están tallados el busto, las manos y el inicio de los brazos siendo el resto láminas de maderas. Presenta un rostro que no se ve descompuesto por el menor rictus, mostrando un dolor interiorizado, sereno, en definitiva un estado de ánimo más intuido que expreso. La concepción responde a los supuestos estéticos e ideológicos propugnados por la Real Academia de Bellas Artes de San Fernando, el estilo neoclásico, que en esa época fueron recogidos en Cádiz por la Academia de Bellas Artes local y por lo tanto por sus representantes, uno de los cuales, como ya hemos citado, era Fernández Guerrero.
Fue contemporáneo de Fray Diego José de Cádiz, importante predicador de la época, con quien compartió infancia en Ubrique. Impresionado por la muerte de este religioso en Ronda a causa del vómito negro, talló una imagen de la Divina Pastora para la comunidad capuchina, de cuyo devoción era principal propagador el fraile gaditano. Esta imagen, de inspiración neoclásica y realizada en 1802, recibe actualmente culto en la iglesia de los Padres Capuchinos de Sevilla.
Otras obras conocidas son la estatuas, para el Ayuntamiento de Cádiz, del militar y político Lucio Cornelio Balbo el Menor y la de Columela, ilustre agrónomo, ambos del imperio romano y nacidos en esta ciudad; relieves en yeso para la Academia de Bellas Artes de esta misma localidad; el dorado del camarín rococó de la Virgen del Carmen del convento carmelita de Cádiz -así como un conjunto de piezas de orfebrería para una de las imágenes del Carmelo patrimonio de ese templo-, un crucificado que poseía en Santiago de Cuba la familia Fernández Gutiérrez de Celis, y por último referencias a obras efímeras por su propia concepción –monumento fúnebre erigido en la Catedral de Cádiz en los funerales que se celebraron a la muerte de la reina Isabel de Braganza- o por su desaparición con los años.
Muere en Cádiz en 1826 continuando su hijo, Joaquín Manuel Fernández Cruzado, la tradición artística de la familia como pintor. Otro hijo, cirujano militar, nacido y formado en Cádiz, José Fernández Cruzado, fue uno de los más destacados médicos de Cuba en el siglo XIX. Entre los hijos de este último, el almirante Ricardo Fernández Gutiérrez de Celis, marino de brillante carrera, el banquero cubano Miguel Fernández Gutiérrez de Celis -padre de la condesa de Villafuente Bermeja- y el también médico José Fernández Gutiérrez de Celis (José Fernández Celis), el primero que aplicó la anestesia en Santiago de Cuba.